# Рузвельт (округ, Нью-Мексико)
Рузвельт (англ. Roosevelt) — округ в штате Нью-Мексико, США. Столица — Порталес. По данным переписи за 2010 год число жителей округа составляло 19 846 человек.
Округ был создан в 1903 году. Он был назван в честь президента США Теодора Рузвельта.

## Географическое положение
Расположен в восточной части штата. По данным Бюро переписи населения США округ Рузвельт имеет общую площадь в 6358 квадратных километра, из которых 6338 кв. километра занимает земля и 19 кв. километра — вода.

## Население
| Год переписи | Нас.  |  | %±     |
| ------------ | ----- |  | ------ |
| 1910         | 12064 |  | —      |
| 1920         | 6548  |  | −45,7% |
| 1930         | 11109 |  | 69,7%  |
| 1940         | 14549 |  | 31%    |
| 1950         | 16409 |  | 12,8%  |
| 1960         | 16198 |  | −1,3%  |
| 1970         | 16479 |  | 1,7%   |
| 1980         | 15695 |  | −4,8%  |
| 1990         | 16702 |  | 6,4%   |
| 2000         | 18018 |  | 7,9%   |
| 2010         | 19846 |  | 10,1%  |
| 19082        | 2016  |  | −89,8% |

В 2010 году на территории округа проживало 19 846 человек (из них 50,3 % мужчин и 49,7 % женщин), насчитывалось 7299 домашних хозяйства и 4671 семья. Расовый состав: белые — 76,9 %, афроамериканцы — 1,8 %, коренные американцы — 1,3 % и представители двух и более рас — 3,2 %. 39,9 % населения были латиноамериканцами.
Население округа по возрастному диапазону по данным переписи 2010 года распределилось следующим образом: 26,6 % — жители младше 18 лет, 7,9 % — между 18 и 21 годами, 53,6 % — от 21 до 65 лет и 11,9 % — в возрасте 65 лет и старше. Средний возраст населения — 29,7 лет. На каждые 100 женщин в Рузвельте приходилось 101,3 мужчин, при этом на 100 совершеннолетних женщин приходилось уже 99,9 мужчин сопоставимого возраста.
Из 7299 домашних хозяйств 64,0 % представляли собой семьи: 47,3 % совместно проживающих супружеских пар (21,0 % с детьми младше 18 лет); 11,7 % — женщины, проживающие без мужей и 5,0 % — мужчины, проживающие без жён. 36,0 % не имели семьи. В среднем домашнее хозяйство ведут 2,57 человека, а средний размер семьи — 3,20 человека. В одиночестве проживали 28,3 % населения, 10,1 % составляли одинокие пожилые люди (старше 65 лет).

## Экономика
В 2016 году из 15 203 трудоспособных жителей старше 16 лет имели работу 7673 человек. В 2014 году медианный доход на семью оценивался в 41 939 $, на домашнее хозяйство — в 34 933 $. Доход на душу населения — 18 447 $. 19,8 % от всего числа семей в Рузвельте и 25,9 % от всей численности населения находилось на момент переписи за чертой бедности.